# Malacoctenus
Malacoctenus es un género de peces marinos de la familia de los labrisómidos, en el orden de los Perciformes.

## Especies
Existen las siguientes especies en este género:
- Malacoctenus africanus (Cadenat, 1951)
- Malacoctenus aurolineatus (Smith, 1957)
- Malacoctenus boehlkei (Springer, 1959)
- Malacoctenus brunoi (Guimarães, Nunan & Gasparini, 2010)
- Malacoctenus carrowi (Wirtz, 2014)
- Malacoctenus costaricanus (Springer, 1959)
- Malacoctenus delalandii (Valenciennes, 1836)
- Malacoctenus ebisui (Springer, 1959)
- Malacoctenus erdmani (Smith, 1957)
- Malacoctenus gigas (Springer, 1959)
- Malacoctenus gilli (Steindachner, 1867)
- Malacoctenus hubbsi (Springer, 1959)
- Malacoctenus macropus (Poey, 1868)
- Malacoctenus margaritae (Fowler, 1944)
- Malacoctenus mexicanus (Springer, 1959)
- Malacoctenus polyporosus (Springer, 1959)
- Malacoctenus sudensis (Springer, 1959)
- Malacoctenus tetranemus (Cope, 1877)
- Malacoctenus triangulatus (Springer, 1959)
- Malacoctenus versicolor (Poey, 1876)
- Malacoctenus zacae (Springer, 1959)
- Malacoctenus zonifer (Jordan & Gilbert, 1882)
- Malacoctenus zonogaster (Heller & Snodgrass, 1903)